# Taekwondo adaptado
El taekwondo adaptado es un deporte derivado del taekwondo, practicado por personas con discapacidad física, visual e intelectual. Está regulado por la Federación Mundial de Taekwondo. Forma parte del programa paralímpico desde la edición de Tokio 2020.